# Non è il mio genere, il genere umano
Non è il mio genere, il genere umano è il primo album in studio del rapper italiano Willie Peyote, pubblicato il 10 dicembre 2013 dalla Collettivo HMCF.

## Descrizione
Distribuito per il download gratuito, l'album si compone di nove brani realizzati insieme a vari produttori, tra cui Fresh, già presentato il 5 novembre 2012 sotto forma di video musicale su YouTube. Ad anticipare in via ufficiale l'uscita del disco sono stati i video di Glik e di Friggi le polpette nella merda (cit.), usciti rispettivamente il 1º ottobre e il 16 novembre 2013.
Il 24 giugno 2014 Non è il mio genere, il genere umano è stato ripubblicato dalla ThisPlay Urban in edizione rimasterizzata e con l'aggiunta di cinque brani inediti, venendo promosso dai video di Oscar Carogna e TmVB, distribuiti su YouTube rispettivamente il 6 e il 27 maggio.

## Tracce
Edizione standard
1. Glory Hole – 2:39
2. Don't Panic – 3:34
3. Friggi le polpette nella merda (cit.) – 2:41
4. Fresh – 2:24
5. TmVB – 3:27
6. Le ragazze del Peyote Ugly – 3:14
7. L'una di notte – 2:39
8. Cpt Futuro Freestyle – 2:07
9. Glik – 2:36

Riedizione del 2014
1. Oscar Carogna – 2:34
2. Glory Hole – 2:41
3. Don't Panic – 3:38
4. 1312 – 2:29
5. Friggi le polpette nella merda (cit.) – 2:40
6. Fresh – 2:24
7. Dettagli (feat. Hyst, Paolo "De Angelo" Parpaglione) – 3:30
8. TmVB – 3:34
9. Le ragazze del Peyote Ugly – 3:26
10. L'una di notte – 2:44
11. Turismi – 3:17
12. Cpt Futuro Freestyle – 2:06
13. DJ e Call Center – 3:12
14. Glik – 2:13

## Formazione
- Willie Peyote – voce
- D'evil – produzione (traccia 1, 4, 5)
- Kavah – produzione (tracce 2, 6, 7-9)
- Frank Sativa – produzione (traccia 3)
- Funk Shui Project – produzione (traccia 7)
- DJ Koma – scratch (traccia 9)
- Jeremy – basso (traccia 9)